# وودنانی
وودنانی (به لاتین: Vodňany) یک منطقهٔ مسکونی در جمهوری چک است که در شهرستان استراکونیتسه واقع شده‌است.
 وودنانی  ۷٬۰۲۸ نفر جمعیت دارد.

## خواهرخوانده
شهرهای آروانگن و Zlaté Hory خواهرخوانده‌های وودنانی هستند.